# Edyta Bielak-Jomaa
Edyta Elżbieta Bielak-Jomaaⓘ (ur. 10 maja 1972 w Sandomierzu) – polska prawniczka i nauczyciel akademicki, doktor nauk prawnych, w latach 2015–2018 generalny inspektor ochrony danych osobowych VI kadencji, następnie do 2019 prezes Urzędu Ochrony Danych Osobowych.

## Życiorys
Ukończyła studia prawnicze na Wydziale Prawa i Administracji Uniwersytetu Łódzkiego. W 2003 na tej samej uczelni na podstawie pracy zatytułowanej Zatrudnianie cudzoziemców w Polsce (napisanej pod kierunkiem Zbigniewa Górala) uzyskała stopień doktora nauk prawnych.
Zawodowo związana z UŁ, została adiunktem w Katedrze Prawa Pracy. W 2012 objęła także funkcję kierownika Podyplomowych Studiów Ochrony Danych Osobowych, a w 2013 kierownika Centrum Ochrony Danych Osobowych i Zarządzania Informacją. Należy do Polskiej Sekcji Międzynarodowego Stowarzyszenia Prawa Pracy. Jest autorką publikacji naukowych z zakresu przetwarzania danych osobowych, prawa pracy i ubezpieczeń społecznych oraz problematyki zatrudnienia cudzoziemców spoza Unii Europejskiej.
9 kwietnia 2015 z rekomendacji posłów Platformy Obywatelskiej została powołana przez Sejm na stanowisko generalnego inspektora ochrony danych osobowych. 16 kwietnia tegoż roku zgodę na jej nominację wyraził Senat. Ślubowanie złożyła 22 kwietnia 2015.
25 maja 2018 w związku z wejściem w życie nowej ustawy o ochronie danych osobowych została z mocy prawa prezesem nowo utworzonego Urzędu Ochrony Danych Osobowych. Urzędem kierowała do 16 maja 2019.
Odnotowana w rankingu 50 najbardziej wpływowych polskich prawników „Dziennika Gazety Prawnej” – w 2015 zajęła 35. miejsce.